# Calgary-Acadia
Circonscription électorale provinciale du Canada
Calgary-Acadia (auparavant Calgary-Egmont) est une circonscription électorale provinciale de l'Alberta (Canada), située dans le sud de Calgary. 

## Liste des députés
| Années         | Années          | Député         | Parti politique           |
| Calgary-Egmont | Calgary-Egmont  | Calgary-Egmont | Calgary-Egmont            |
| -------------- | --------------- | -------------- | ------------------------- |
|                | 1971 - 1975     | Merv Leitch    | Progressiste-conservateur |
|                | 1975 - 1979     | Merv Leitch    | Progressiste-conservateur |
|                | 1979 - 1982     | Merv Leitch    | Progressiste-conservateur |
|                | 1982 - 1986     | David Carter   | Progressiste-conservateur |
|                | 1986 - 1989     | David Carter   | Progressiste-conservateur |
|                | 1989 - 1993     | David Carter   | Progressiste-conservateur |
|                | 1993 - 1997     | Denis Herald   | Progressiste-conservateur |
|                | 1997 - 2001     | Denis Herald   | Progressiste-conservateur |
|                | 2001 - 2004     | Denis Herald   | Progressiste-conservateur |
|                | 2004 - 2008     | Denis Herald   | Progressiste-conservateur |
|                | 2008 - 2012     | Jonathan Denis | Progressiste-conservateur |
| Calgary-Acadia |                 |                |                           |
|                | 2012 - 2015     | Jonathan Denis | Progressiste-conservateur |
|                | 2015 - 2019     | Brandy Payne   | Néo-démocrate             |
|                | 2019 - 2023     | Tyler Shandro  | Conservateur uni          |
|                | 2023 - en cours | Diana Batten   | Néo-démocrate             |